# Voodoo

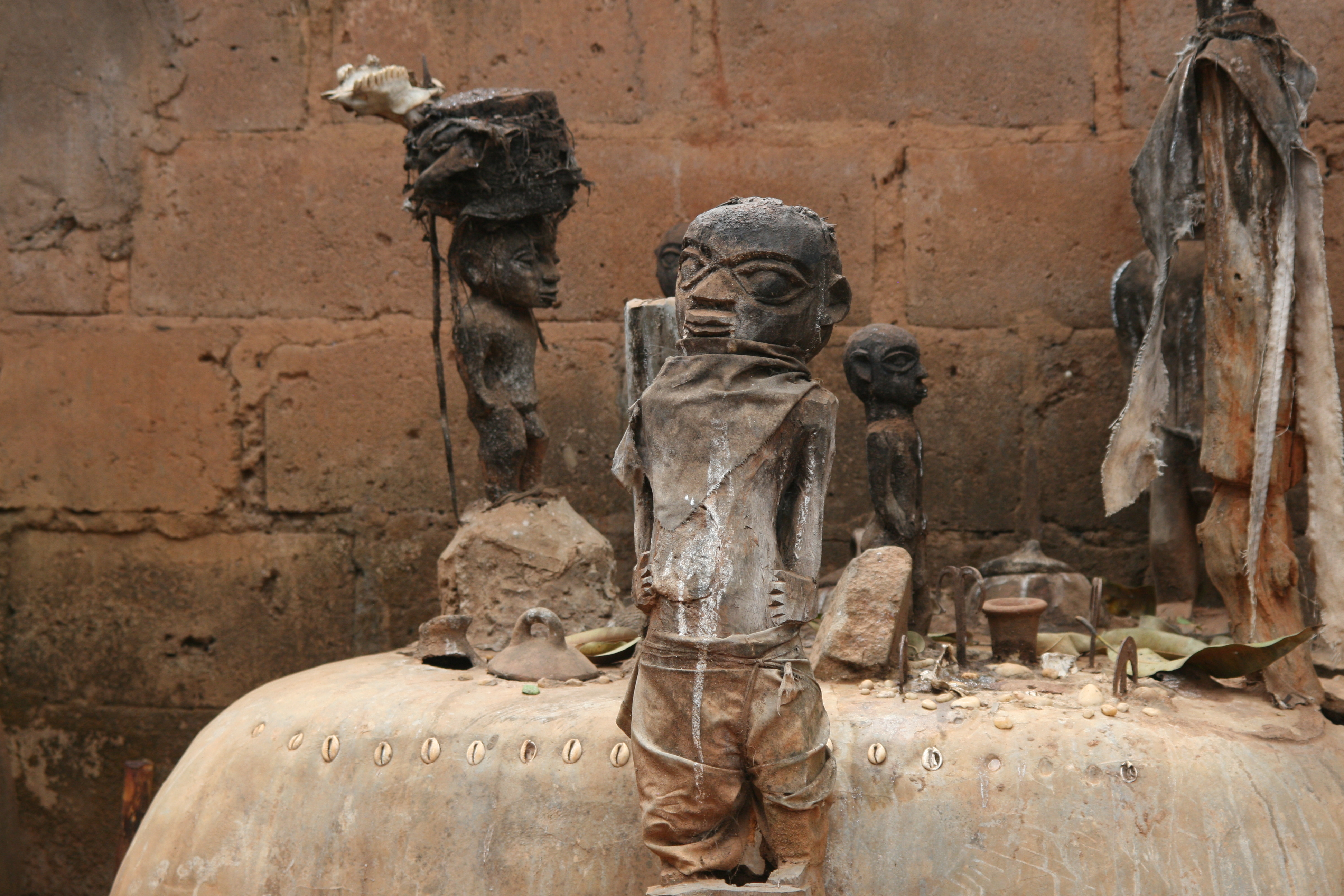
Voodoo-Altar mit mehreren Fetischen in Abomey, Benin (2008)

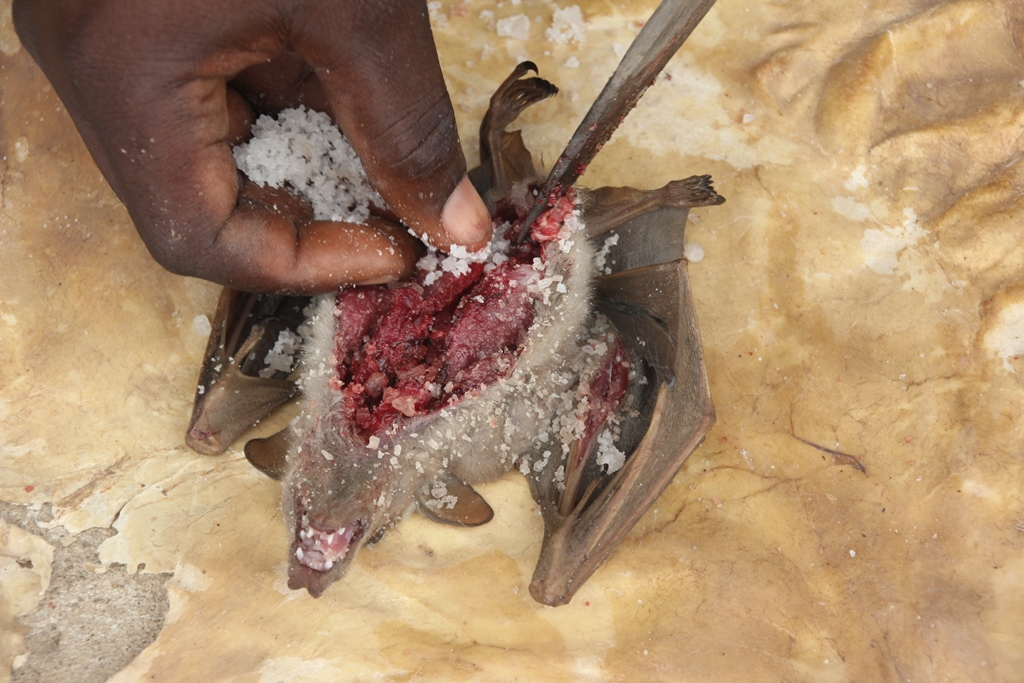
Fledermaus wird für ein Voodoo-Ritual präpariert, Fetischmarkt Akodésséwa, Togo

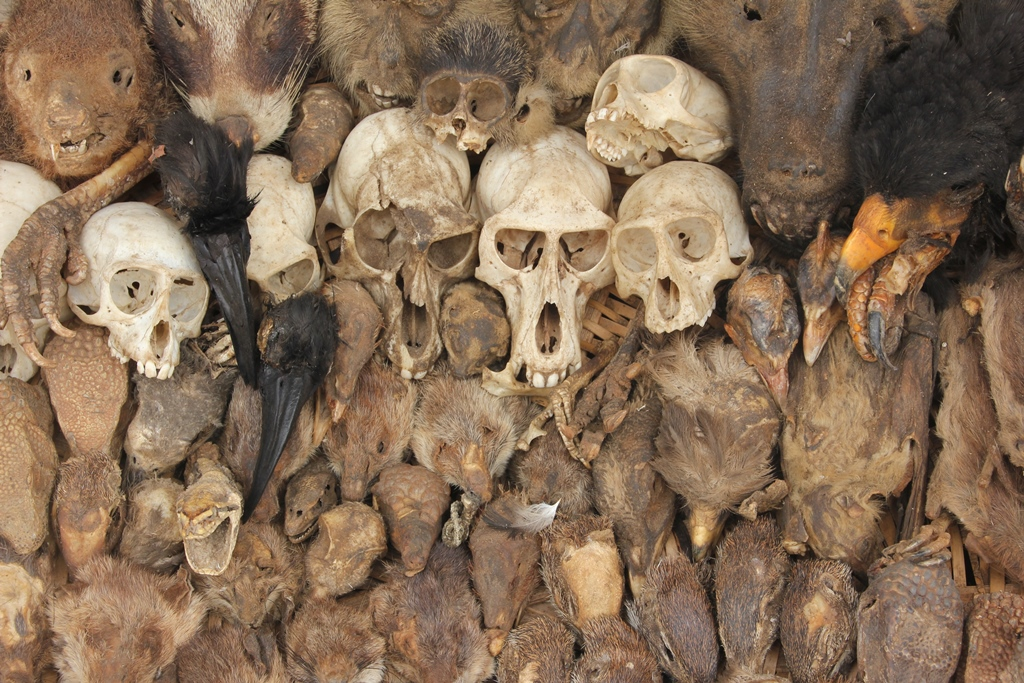
Schädel diverser Tierarten

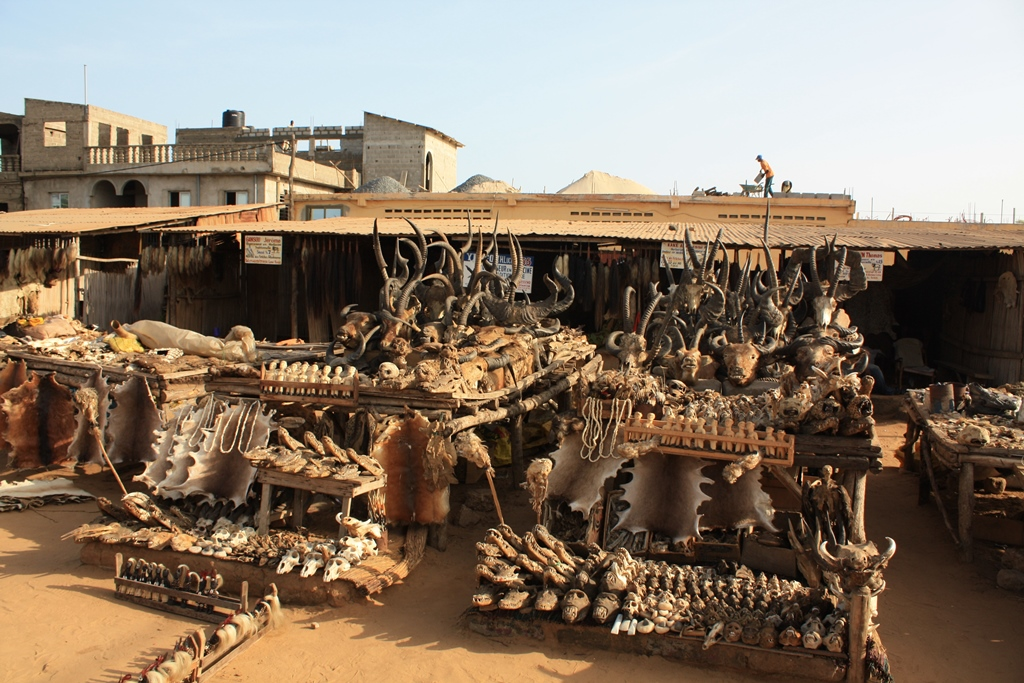
Fetischmarkt Akodésséwa, der größte Voodoo-Markt in Westafrika 2008

Voodoo [ˈvuːduː], auch Vodun, Voudou, Vaudou, Wudu oder Wodu, ist eine synkretistische Religion, die sich ursprünglich in Westafrika entwickelte und heute auch in kreolischen Gesellschaften des atlantischen Raums und vor allem in Haiti beheimatet ist. Durch die Sklaverei kam die Praxis aus den traditionellen Religionen Westafrikas in die Karibik, wobei Elemente anderer Religionen – vorwiegend der christlichen im römisch-katholischen Ritus – eingebracht wurden. Weltweit hat Voodoo etwa 60 Millionen Anhänger.

## Entwicklung
Voodoo ist eine ursprünglich westafrikanische Religion. Das Wort „Voodoo“ leitet sich aus einem Wort der westafrikanischen Fon für Geist ab. Es wird oft stellvertretend für verschiedene afro-amerikanische Religionen benutzt.
Voodoo gehört in die Yoruba-Tradition. Die Yoruba durchquerten Afrika von Ägypten aus über eine Route, die Afrika von der Mitte des Nils bis Mitte des Nigers kreuzt. Auf diesem Gebiet des heutigen Nigeria befand sich eine Kultur, welche die heutige Wissenschaft als Nok-Kultur bezeichnet. Zwischen 200 und 500 vor Christus traf die Völkergruppe der Yoruba auf die Nok und begann langsam mit dieser zu verschmelzen. Unter der Führung von König Oduduwa der Yoruba ließ sich sein Volk zu dieser Zeit in der schon bestehenden Stadt Ile-Ife nieder, welche als heilige Stadt der einheimischen Bevölkerung galt. Deren Nachkömmlinge eroberten die Landstriche, durch die sie zogen, und legten so den Grundstein des Yoruba-Reiches, welches den Glauben weitertragen sollte.
Voodoo stellt gleichwohl eine synkretistische Religion aus vielfältigen afrikanischen, islamischen, katholischen und auch indianischen Elementen dar, die sich in Folge aus Herkunft und Geschichte der Sklaven in Westindien ergab. Aus ihren afrikanischen Dorfgemeinschaften gerissen und zur Arbeit für die Kolonialisten und zum christlichen Glauben gezwungen, versuchten einige der Sklaven, ihre ursprüngliche Religion und die Hoffnung und Identität, die sie mit ihr verbanden, fortzuführen. So stehen etwa Bilder katholischer Heiliger im Voodoo oftmals als Stellvertreter für afrikanische Geistwesen mit ähnlichen Eigenschaften oder ähnlichem Symbolgehalt.
Voodoo wird heute hauptsächlich in den afrikanischen Staaten Benin, Ghana und Togo praktiziert, ferner im Karibikstaat Haiti sowie teilweise in Haitis Nachbarstaat, der Dominikanischen Republik, wo viele Haitianer leben. Darüber hinaus wird es auch in Louisiana (USA) praktiziert. In Benin ist Voodoo zusammen mit Christentum und Islam eine offiziell anerkannte Religion, der 10. Januar jedes Jahres ist seit 1996 Voodoo-Feiertag. Eingeführt wurde dieser von Präsident Nicéphore Dieudonné Soglo. Am 4. April 2003 wurde Voodoo durch Präsident Jean-Bertrand Aristide zur offiziellen Religion in Haiti erhoben. Houngans, Bocore und Mambos haben seitdem in Haiti dieselben Rechte wie ihre katholischen Kollegen. Sie dürfen offiziell Ehen schließen, Taufen durchführen und Begräbnisse leiten.
Eng verwandte Religionen der Yoruba-Tradition werden in etwas abweichender Form und unter anderem Namen auf Kuba (Santería) und in Brasilien (Candomblé, Umbanda) praktiziert. Der in Brasilien bisweilen verwendete Begriff Macumba ist abwertend. In den unterschiedlichen Karibikstaaten entwickelte sich bedingt durch das unterschiedliche Verhalten der Sklavenhändler zu ihren Sklaven (und somit auch durch Unterschiede in der Vermittlung des katholischen Glaubens) Voodoo anders als in Haiti.
In Benin glaubte um etwa 2008 "die Mehrheit" der Einwohner auch an Voodoo, obschon sich 70 Prozent als entweder Christen oder Muslime bezeichneten. Auch 90 % der Haitianer bekannten sich zum katholischen Glauben, aber „fast alle“ gehören laut relinfo.ch zum Voodoo-Kult.

## Haitianisches Voodoo
Das haitianische Voodoo, entstanden im Kontext des transatlantischen Sklavenhandels, verkörpert eine synkretistische Verschmelzung westafrikanischer religiöser Traditionen mit römisch-katholischen und indigenen Einflüssen. Der Begriff „Voodoo“ (eine englische Schreibweise von vodún) stammt aus einer Fon-Sprache Westafrikas, wo er für ursprünglich Schutz- und Ahnengeister sozialer Gruppen stand. Durch den Austausch und die Vermischung vielfältiger Kulte und Glaubenspraktiken entwickelte sich Voodoo zu einem eigenständigen, komplexen Glaubenssystem, das heute als eine offizielle Religion in Benin und nach langer Verfolgung seit 2003 auch in Haiti anerkannt ist. Voodoo weist strukturelle Ähnlichkeiten mit afrobrasilianischen und afrokubanischen Religionen wie Candomblé und Santería auf, die jedoch stärker von der Yoruba-Religion beeinflusst sind.
Die Einführung westafrikanischer Sklaven nach Saint Domingue begann im 17. Jahrhundert durch französische Kolonialisten. Im frühen 18. Jahrhundert wurden verstärkt Menschen aus dem Königreich Dahomey verschleppt, darunter viele Fon, deren religiöse Vorstellungen stark von den Yoruba geprägt waren. Da die Praxis afrikanischer Religionen in den französischen Kolonien verboten war, setzten die Versklavten katholische Rituale ein, um ihre traditionellen Glaubensvorstellungen synkretistisch anzupassen. Durch diesen Prozess der kulturellen und religiösen Verschmelzung überlebten viele Elemente der westafrikanischen Religionen, wenn auch in veränderter Form, um den sozialen und spirituellen Bedürfnissen der versklavten Gemeinschaften unterdrückender Verhältnisse gerecht zu werden.
Im Laufe mehrerer Jahrhunderte entwickelte sich der haitianische Voodoo aus den Praktiken verschiedener westafrikanischer Religionen, beeinflusst vom französischen Katholizismus und Elementen indigener Glaubenssysteme. Auch Einflüsse der Freimaurerei fanden indirekt über die Sklavenhalter Eingang in die Rituale. Eine schriftliche Kodifizierung oder institutionelle Struktur existiert bis heute nicht, und aufgrund der bis 1987 gesetzlich verbotenen Ausübung in Haiti sind keine genauen Zahlen zur Anhängerschaft bekannt.

### Gott
Voodoo kennt nur einen Gott, dieser wird französisch Bondieu („Guter Gott“), davon abgeleitet haitianisch-kreolisch Bondye genannt. Da Bondieu allerdings so gewaltig ist, dass der Gläubige sich nicht direkt an ihn wenden kann, gibt es die Loa als Vermittler. Bei den Loa handelt es sich um göttliche Geistwesen, in deren Macht es steht, Dinge zu verändern. Für den Voodoo-Gläubigen sind die Loa Racine, die Familien-Loa, deren Anbetung innerhalb der Familie schon seit Generationen stattfindet, dabei die wichtigsten Ansprechpartner.

### Glaubenssystem mit Loa
Im Zentrum des haitianischen Voodoo stehen die Loa (oder „Lwa“), die als Mittler zwischen dem Schöpfergott Bondyé und den Menschen fungieren. Bondyé wird als unnahbare Gottheit angesehen, während die Lwa mit menschlichen Attributen und Tätigkeiten beschrieben werden. In vielen Darstellungen erscheinen die Lwa als katholische Heilige, eine symbolische Überschneidung, die auf ikonographischen Ähnlichkeiten beruht.
Die Lwa sind in Gruppen organisiert, die „Nanchon“ (Nationen) genannt werden und auf verschiedene afrikanische Ethnien verweisen. Die wichtigsten Ritualtypen sind Rada, Ghede und Petro (kreolisch: Petwo). Der Radakult ist der ältere und somit traditionsreichere Kult mit afrikanischem Ursprung, das Ritual ehrt Loa des ehemaligen Dahomey und gilt als friedvoll, während Kongo-Rituale mit Lwa des Bantu-Kults verbunden sind. Petro umfasst kreolische Lwa, die als rachsüchtig und brutal gelten. Die Rada-Lwa, als gute Geister angesehen, werden häufig mit dem Erfolg des haitianischen Sklavenaufstandes und der Unabhängigkeit Haitis 1804 assoziiert. Dies erklärt das eher aggressive und kriegerische Naturell der Petro-Geister, von denen es heißt, sie hätten sich zum Teil aktiv am Unabhängigkeitskampf beteiligt. Initialisierend war die große Vodoo-Zeremonie von Bois Caiman („Wald des Kaimans“) am 14. August 1791 im Norden der Insel. Ein aus Jamaika entflohener Sklave, der sich selbst Boukman nannte, versammelte in jener Nacht bereits geflohene Sklaven und zahlreiche Sklaven aus den umliegenden Plantagen um sich. Unter seiner Führung begann ein Krieg, der erst am 1. Januar 1804 mit der Unabhängigkeitserklärung Haitis endete. Voodoo spielte dabei die ganze Zeit eine entscheidende Rolle und führte dazu, dass militärische Symbole fest im haitianischen Voodoo verankert wurden – ein Phänomen, das so in anderen afroamerikanischen Religionen nicht zu finden ist. Man könnte meinen, dass die Petwo-Geister wegen ihrer schwierigen Charaktere in Zeremonien eher gemieden würden. Dies ist jedoch nicht der Fall, da sie gerade wegen ihres explosiven Temperaments ungemein kraftvoll in ihrer Wirkung seien. Man konsultiert sie daher beispielsweise gern, wenn schnelle Ergebnisse erwünscht oder schwere Krankheiten zu heilen sind. Daneben existiert das Nago-Ritual für Yoruba-Lwa, das oft in Rada-Rituale integriert wird. Im Voodoo sind Gut und Böse nicht als Gegensätze zu verstehen, vielmehr verkörpern die Lwa verschiedene Facetten des Menschseins. Bestimmte Loa wie Simbi Andezò gehören sowohl zum Rada- als auch zum Petrò-Kult. Plèn dinò ist ein weiterer bedeutender, mit der römisch-katholischen Kirche geteilter Wallfahrtsort.
Ein weiteres zentrales Konzept ist die Zweiteilung der menschlichen Seele in „ti bon anj“ und „gwo bon anj“ (kleiner und großer guter Engel). Nach dem Tod verlässt der gwo bon anj den Körper, während der ti bon anj im Erdreich verweilt oder im Wasserreich existiert. Manche Priester sollen die Fähigkeit besitzen, die gwo bon anj zu manipulieren und dadurch „Zombies“ zu schaffen – ein Thema, das jedoch im religiösen Alltag wenig Bedeutung hat.

### Kult und Rituale
Die Beziehung zu den Lwa wird als lebenslange, wechselseitige Verpflichtung verstanden. Die Gläubigen, als „Kinder“ eines bestimmten Lwa bezeichnet, erweisen diesem Ehrerbietung durch Opfergaben auf einem Hausaltar und durch aufwändig inszenierte Zeremonien, zu denen häufig Speiseopfer und gelegentlich Tieropfer gehören. In besonderen Ritualen erlauben es die Gläubigen dem Lwa, in ihren Körpern zu erscheinen, was als ekstatische Trance oder Besessenheit erlebt wird und teils auch eine therapeutische Funktion erfüllt.
Voodoo-Gemeinschaften, „Sosjetés“ genannt, stellen die Grundstruktur der religiösen Organisation dar. Diese Gruppen werden von einem „Houngan“ (Priester) oder einer „Mambo“ (Priesterin) geleitet, die durch Ausbildung und Initiation bestimmte spirituelle Fähigkeiten entwickeln. Die Priesterschaft wird häufig durch einen „Ruf“ eines Lwa motiviert, der sich in unkontrollierten Besessenheitszuständen ausdrückt. Die Initiation ermögliche s, diese Zustände zu beherrschen, die Lwa zu kontrollieren sowie in sich zu beherbergen, Divinationstechniken zu erlernen, mit denen Priester zwischen Menschen und Lwa vermitteln. Häufig werden Krankheiten als Folge spiritueller Verstöße interpretiert, die es durch Versöhnung mit dem Lwa zu heilen gilt.

### Inhalte

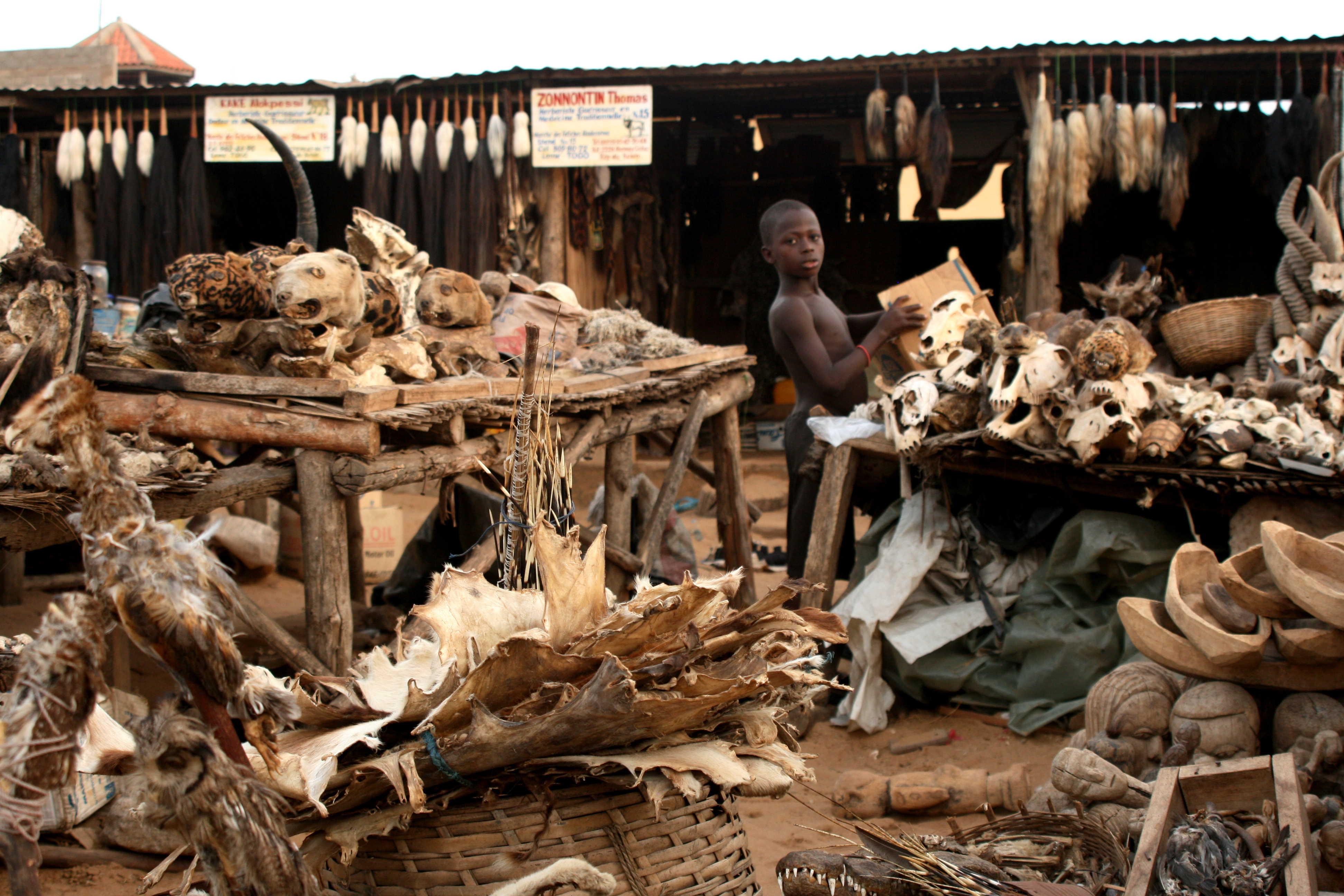
Voodoo-Fetischmarkt in Lomé, Togo (2008)

An zentraler Stelle stehen bei Voodooritualen das Opfer von Tieren oder Genussmitteln wie Rum und Tabak sowie der Priester, die in die Gemeinschaft Eingeweihten, das Fest und der Tanz (siehe Trancetanz). Er ist mit seinen Trommel-Rhythmen und Gesängen den verschiedenen Geistwesen zugeordnet. Symbol des Priestertums ist die als Asson bezeichnete rituelle Rassel. Die Loa ergreifen vereinzelt Besitz von den Tänzern, die sich dabei in tiefer Trance befinden.
Die Tempel des Voodoo werden als Hounfours, die den Tempel nutzenden Gemeinschaften als Sosyetes (Haitianisch-Kreolisch für „Gemeinschaften“) bezeichnet. In Haiti hat sich mit Sodo ein bedeutender Wallfahrtsort des Voodoo gebildet; die römisch-katholische Kirche betrachtet Sodo aufgrund derselben angeblichen Erscheinungen als Marienerscheinungsort und veranstaltet parallel eigene Wallfahrten dorthin.
Im Voodoo sind alle sexuellen Orientierungen einschließlich der einvernehmlich praktizierten Homosexualität akzeptiert. Ehen können im Voodoo sowohl unter Menschen als auch zwischen Loa und Mensch geschlossen werden. Bei der Eheschließung soll, sofern möglich, eine Person im Priesterrang (eine Mambo oder ein Houngan) zugegen sein.

## Glaubensgruppen
Eine geschlossene Glaubensgemeinschaft gibt es nicht, vielmehr teilen sich die Anhänger des Voodoo in einzelne Gruppen auf. Jede Gruppe verehrt eine bestimmte Tradition, eine heilige Figur oder einen Loa. Der oberste Loa (in der Santería und im Candomblé wird von Orishas oder Orixás gesprochen) ist Olorun, ein sehr wichtiger Loa heißt Obatala. Darüber hinaus existieren noch weit mehr als 200 Loa, darunter Papa Legba, als Mittler zwischen den Göttern und Menschen, Agowu, ein Loa, der Stürme und Erdbeben auszulösen vermag, Damballah, der Loa der Schlangen, Ogoun, der Loa der Kriege, Ghede, Agwe, Ti-Jean-Petro und Erzulie.
Legendär berüchtigt für den Voodoo-Kult sind angebliche Zombies. Sie geistern durch Albträume der Kinder, schockieren in Horrorfilmen und haben offenbar einen realen Ursprung in Randbereichen des Voodoo-Kultes. Es soll sich dabei um geraubte, dauerhaft schwer narkotisierte Menschen handeln, die, in körperlicher Verwahrlosung lebend, Schwerstarbeit verrichten müssen. Da ihre Angehörigen nichts von diesem Dasein wissen und sie für tot und begraben halten, falle ihr Schicksal nicht auf.
Besessenheit gehört in diesen Religionen zur rituell vollzogenen Vereinigung mit einem Loa. Sie hat hier nichts mit dem Erleiden eines seelisch Kranken zu tun; es gilt als eine Ehre, von den Loa „geritten“ zu werden. Menschen, die von den Geistern während Trancezeremonien kurzzeitig eingenommen wurden, werden im Voodoo hoch geehrt und von Kranken und Hilfesuchenden während der Trance befragt. Ein derart „Besessener“ ist von da an sein Leben lang spirituell mit dem betreffenden Geistwesen verbunden. Häufig ist es dieser Loa, der später eine engere Verbindung mit dem Gläubigen wünscht, die durch ein aufwändiges Ritual geschaffen wird. Die erwünschte Besessenheit wird, auch in Abgrenzung zur Ekstase, als Enstase bezeichnet.
Tchamba ist ein Besessenheitskult im Süden von Togo, bei dem die Geister ehemaliger Sklaven geehrt werden.

## Synkretismen
Der Glaube und die Praxis des Voodoo überschneiden sich mit anderen, vornehmlich christlichen Religionen. So wird Maria, die Mutter Jesu Christi, mit dem weiblichen Loa Erzulie synkretisiert. Erzulies Veve enthält ein von einem Schwert durchbohrtes Herz, wie es auch in der christlichen Symbolik für Maria steht. Im haitianischen Voodoo wird die christliche Heilige und Märtyrerin Philomena von Rom synkretistisch in Gestalt des weiblichen Loa Filomez verehrt.

## Voodoo in den USA und in Kanada
Die meisten afrikanischen Sklaven, die man im 18. Jahrhundert nach Haiti oder in den Süden der USA brachte, stammten aus Westafrika. Die französischen Kolonialherren verboten ihnen die Ausübung ihres Glaubens und führten den Katholizismus als offizielle Religion ein. Nachdem Haiti am 31. Dezember 1804 die Unabhängigkeit von Frankreich erlangte, wurden auch die alten Bräuche wieder in Freiheit ausgeübt.
Wegen der christlichen Einflüsse unterscheidet sich der nordamerikanische und karibische Voodoo jedoch von seinem afrikanischen Ursprungsglauben. Viele der Einwohner Haitis bekennen sich neben dem Glauben ihrer Vorfahren auch gleichzeitig zum Christentum und bringen katholische Traditionen in ihre Riten ein. In Afrika fließen Elemente des Islam in den Voodoo ein, umgekehrt lassen sich Geisterkulte des Voodoo im afrikanischen Volksislam finden.
Heute finden sich vor allem in New Orleans, Miami und Montreal Anhänger von Voodoo-Kulten. Großen Einfluss auf den Voodoo-Kult in den USA hatte Marie Laveau. Da der Voodoo hier vor allem von karibischen Migranten praktiziert wird, beziehen sich auch die Inhalte des Glaubens und der Praxis auf den Migrationskontext, d. h. die Alltagsthemen und Bedürfnisse von Migranten.

## Heutige Verbreitung
Heute ist der haitianische Voodoo auch außerhalb Haitis, insbesondere in Nordamerika und Europa, verbreitet. Außerhalb Haitis steht häufig die private Verehrung der Lwa auf Hausaltären im Vordergrund, während die gemeinschaftlichen Rituale in den Sosjetés seltener praktiziert werden. Haitians Voodoo ist zudem oft mit kulturellen Missverständnissen konfrontiert; über den Film und populäre Darstellungen haben sich seit der Kolonialzeit stark verzerrte Bilder des Voodoo verbreitet, die das tatsächliche religiöse System nur unzureichend widerspiegeln und häufig xenophobe Vorstellungen widerspiegeln.
Der Schriftsteller Hubert Fichte beschreibt in zwei Bänden seine Reisen durch den Raum der afroamerikanischen Religion und seine Suche nach Informationen über sie.

## Schwarze Magie
Immer wieder wird Voodoo mit schwarzer Magie assoziiert. Genährt wurden diese Vorstellungen durch die Praktiken des Totenkults und den Glauben an die Wiederbelebung längst Verstorbener (Nekromantie). Als gefährlichster Geist wird die weibliche Loa Marinette angesehen.
Menschenopfer waren und sind kein Bestandteil des Voodooglaubens. Es werden aber Rituale praktiziert, bei denen Tiere geopfert werden. Diese Tieropfer dienen einerseits der spirituellen Ernährung der Loa, andererseits der Ernährung der Gläubigen. Es handelt sich demnach um rituelle Schlachtungen.
Wie in anderen Kulturen und Religionen kann es vorkommen, dass Priester und Gläubige des Voodoo ihre vermeintlichen Kräfte für Schadenzauber einzusetzen versuchen. Priester und Anhänger des Voodooglaubens, die solche Praktiken ausüben, werden Bocore genannt. Im Gegensatz dazu steht der Houngan, ein Voodoo-Priester, der solche Praktiken ablehnt, wenn aus seiner Sicht kein moralisch angemessener Grund besteht. Bei Priesterinnen wird dieser begriffliche Unterschied meist nicht gemacht; sie werden stets als Mambos bezeichnet.

## Voodoo-Puppen

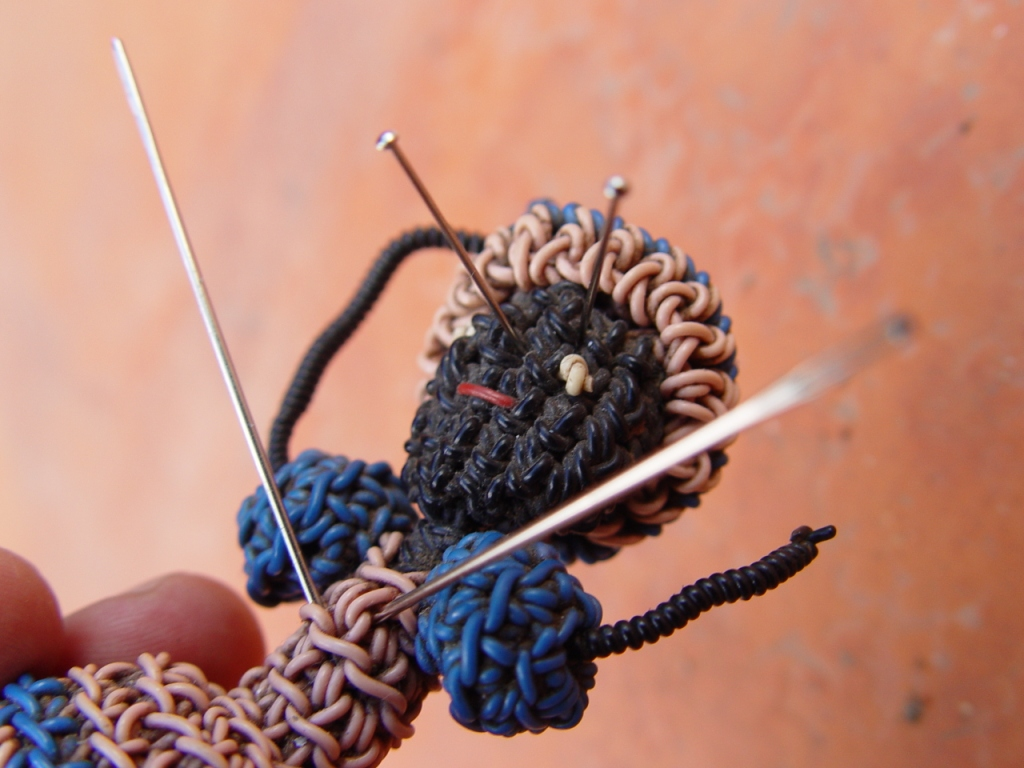
Voodoo-Puppe

Ein bekannter, aber meist übertrieben dargestellter Brauch ist das Herstellen von Voodoo-Puppen, die oft einem bestimmten Menschen nachgebildet sind. Manchmal wird auch ein Foto auf den Kopf der Puppe aufgeklebt. Durch das Stechen in die Puppe oder durch das Durchbohren mit Nadeln sollen die Betroffenen beeinflusst werden. Sowohl zum Schadenzauber als auch zum Heilen von Kranken werden Puppen benutzt. Dieser Analogiezauber wurde ursprünglich von Priestern in Haiti verwendet.
Ähnliche Praktiken des Schadenzauber existierten in Europa als Volksglauben in Form der Atzmänner.

## Missbrauch
Die Voodoo-Religion wurde in der Vergangenheit vorsätzlich für religionsfremde Zwecke missbraucht, insbesondere als Mittel zur Einschüchterung und Bedrohung.

### Politik
Zwischen 1957 und 1971 gab sich Haitis Diktator François Duvalier als Baron Samedi, ein Todesgeist im Voodoo, aus, um seine Gegner einzuschüchtern und seine politische Macht abzusichern.

### Zwangsprostitution
In anderer Weise wurde Voodoo im Milieu der Zwangsprostitution missbraucht. Hier diente der Glaube an Schwüre, die in Westafrika von Voodoo-Priestern abgenommen wurden, dazu, nach Deutschland verschleppte junge Westafrikanerinnen gegenüber ihren ebenfalls aus Westafrika stammenden Zuhälterinnen gefügig zu machen. Einige Berichte geben nicht Voodoo, sondern die in Nigeria ebenfalls weit verbreitete Religion Juju als Mittel der Zwangsprostitution an oder setzen Juju mit nigerianischem Voodoo gleich.

## Sammlungen von Voodoo-Objekten

### Sammlung Lehmann
Die gebürtige Schweizerin Marianne Lehmann lebt seit fast 50 Jahren in Haiti und zog dort mit ihrem haitianischen Ehemann vier Kinder groß. Seit ihr vor über 25 Jahren ein Voodoopriester ein Kultobjekt zum Kauf anbot, begann sie, diese Objekte zu sammeln und gleichzeitig ein tiefes Verständnis für diesen wichtigen Teil der haitianischen Kultur zu entwickeln. Inzwischen sehen die haitianischen Voodoopriester in ihr eine „Beschützerin“ ihrer Kultgegenstände, die sie meist aus materieller Not veräußern. Marianne Lehmann baute in den letzten 25 Jahren eine Sammlung auf bestehend aus bisher über 2500 Gegenständen haitianischer Voodoo-Objekten. Damit stellt sie einen wertvollen Beitrag zur Erhaltung haitianischen Kulturerbes dar.
Die Sammlung ist in Europa mehrfach ausgestellt worden, z. B. in Berlin. Die letzte Möglichkeit, die Sammlung in Europa zu sehen, bestand in Bremen im Überseemuseum. Die Ausstellung endete am 29. April 2012. Danach sollte die Sammlung in Toronto und schließlich in New York gezeigt werden. Ziel der Ausstellungen ist es, auf die wertvollen Inhalte des haitianischen Voodoo hinzuweisen und gleichzeitig auf die Bedrohung dieser Kultur durch vielfältige Einflüsse aufmerksam zu machen. Gleichzeitig sollen Spenden gesammelt werden, die für den Bau eines Museums in Haiti selbst eingesetzt werden, um diese einmalige Sammlung dauerhaft dem haitianischen Volk zurückzugeben.

### Museum der Völker
Das 1995 von Gert Chesi gegründete Museum der Völker in Schwaz, Tirol, zeigt eine Reihe hochwertiger Kunstwerke. Unter anderem finden sich im Museum eine bedeutende Kollektion von Terrakotten aus der Nok-Kultur sowie zeitgenössische afrikanische Voodoo-Figuren und Utensilien des Animismus. Dieser Mix aus unterschiedlichsten Artefakten zieht sich über einen Zeitraum von viertausend Jahren und gibt einen Einblick in das kultische und künstlerischen Schaffen der Menschheit. Als Autor von zwanzig Büchern und zahlreichen Artikeln hat Gert Chesi das Museum mit Informationen ausgestattet, die nicht nur die weltweiten Zusammenhänge der Traditionen verständlich machen, sondern darüber hinaus diese akribisch erklären.

## Voodoo in der Popkultur

### Filme (Auswahl)
- Leben und sterben lassen (1973), Regie: Guy Hamilton
- Indiana Jones und der Tempel des Todes
- Angel Heart (1987), Regie: Alan Parker, mit Mickey Rourke in der Hauptrolle
- Die Schlange im Regenbogen (1988), Regie: Wes Craven, Verfilmung des Buches von Wade Davis, Hauptdarsteller war Bill Pullman
- Chucky – Die Mörderpuppe (Child’s Play, 1988)
- Predator 2 (1990), Regie: Stephen Hopkins
- The Doors (1991), Regie: Oliver Stone
- Tatort: Fetischzauber (1996), Regie: Thorsten Näter
- Mitternacht im Garten von Gut und Böse (1997), Regie: Clint Eastwood
- Das Ritual – Im Bann des Bösen (2002), Regie: Avi Nesher, mit Jennifer Grey und Tim Curry, aus der Reihe „Geschichten aus der Gruft“ (Tales from the Crypt)
- Venom – Biss der Teufelsschlangen (2005), Regie: Jim Gillespie
- Küss den Frosch (The Princess and the Frog, 2009), Regie: Ron Clements und John Musker
- Jessabelle – Die Vorhersehung (2014), Regie: Kevin Greutert
- Zombi Child (2019), Regie: Bertrand Bonello
- I walked with a zombie (1943), Regie: Jacques Tourneur

### Serien
- American Horror Story: Coven (2013–14)
- Marvel’s Cloak & Dagger (2018)
- Hazbin Hotel (2024)

### Romane (Auswahl)
- Laurell K. Hamilton – Die Anita-Blake-Serie behandelt Voodoo nicht nur in Form von Totenerweckung, sondern spricht auch andere Aspekte an.
- Marion Zimmer Bradley – Trommeln in der Dämmerung, Original 1976, deutsch: Heyne, 1985 bis 2000
- Nalo Hopkinson – The Salt Roads. Warner Books, 2003
- Andreas Gößling: Dunkler Tanz. Voodoo-Roman Edition Marbuelis 2020 (überarbeitete Neuausgabe; 2006 unter dem Pseudonym Alex Kortner bei Droemer Knaur erstmals erschienen)
- Brian Hodge: Totenstadt. Festa, 2006
- Nick Stone: Voodoo. Goldmann, 2007
- Ross Thomas, Voodoo, LTD., Alexander Verlag Berlin, Thriller, 1992 erstmals erschienen

### Musik
- You Do Something to Me von Cole Porter (1929) aus der Musical Comedy Fifty Million Frenchmen
- Im Stück Voodoo der Band Ghost Town vergleicht sich der Sänger mit einer Voodoo-Puppe.
- Voodoo Lounge von The Rolling Stones (1994)
- Jimi Hendrix spielt (Laut Charles Shaar Murray) mit den Songtiteln Voodoo Chile und Voodoo Child (Slight Return) auf den Einfluss des Voodoo auf den Blues an.
- Aerosmith, der Song Voodoo Medicine Man auf dem Album Pump von 1989
- Im Lied Voodoo von Deichkind werden (fiktive) Erfahrungen mit Voodoo beschrieben.
- Daniel Wirtz vergleicht in seinem Stück Akustik Voodoo die Wirkung der Musik mit der des Voodoo.
- Voodoo von Godsmack
- Who do you Voodoo, Bitch von Sam B
- Das dritte Album der Band Mr. Hurley & die Pulveraffen trägt den Titel Voodoo.
- Voodoo von Chris Isaak, 1991
- Voodoo von Black Sabbath aus dem Album Mob Rules, 1981
- Miles Runs the Voodoo Down, Doppel-LP Bitches Brew von Miles Davis, 1970
- MOZ – Voodoo Slang von MOZ
- Voodoo von Body Count
- Voodoozirkus von Genetikk
- Voodoo Doll von 5 Seconds of Summer
- Voodoo Doll von VIXX
- Die Musik der beniner Band Orchestre Poly-Rythmo de Cotonou basiert oftmals auf Vodun-Rhythmen
- Dr. John war Anhänger dieser Religion, daher sang er Lieder über Voodoo, Hoodoo, die Loa und Marie Laveau, z. B.: Gris-Gris Gumbo Ya Ya, Walk on Gilded Splinters, Litanie des Saints. Der tranceartige Rhythmus der Lieder soll an eine rituelle Trance erinnern. Außerdem leitet er seinen Künstlernamen von dem Voodoo-Priester Dr. John ab.[34]
- Africa (1982), Lied von Rose Laurens
- Voodoo People von The Prodigy, 1994, mit thematisch passendem Musikvideo, das auf Haiti gedreht worden ist.

### Videospiele
- The Sly Trilogy
- Monkey Island
- Gabriel Knight 1: Sins of the Fathers
- Shadow Man
- Akuji the Heartless
- Voodoo Vince
- Risen 2: Dark Waters
- Shogo: Mobile Armor Division

### Hörspiele (Auswahl)
- Die drei ???, Folge 79, Im Bann des Voodoo

## Dokumentarfilme
- Mounted by the Gods (2003), Regie: Alberto Venzago, Dokumentarfilm, in dem Alberto Venzago fast zehn Jahre Mahounon (einer der mächtigsten Voodoo-Priester Afrikas) mit seiner Kamera begleitet, geheime Voodoo Zeremonien und Opfer-Rituale filmt und Zugang zu heiligen Orten bekommt.
- Voodoo – Die Kraft des Heilens. (2010), Aufgenommen: Henning Christoph[35]
- Voodoo – Magier der Erde (2013), Regie und Kamera: Gert Chesi für das Museum der Völker[36]